# 持経者
持経者（じきょうしゃ）は、常に経典を受持（信受持続）して読誦を行う者。特に法華経を受持する行者を指し、法華経の読誦を専らとする者を指す事例が多い。「聖」とも言われ、多くは沙弥（私度僧）であった。対となる概念として持律者がある。
『今昔物語集』巻第12第35話には「神明睿実持経者語」という法花経（法華経）が満足に読めない持経者の失敗話が記されている。
持経者の中には所属寺院を離れて山林などに籠る者や諸国で遊行・勧進活動に勤める者などがいた。日蓮は持経者の影響を強く受けながら、法華信仰の理論化を実現させ、自らの教え（法華宗）を確立することになる。